# Ислас, Маурисио
Хуан Маурисио Ислас Илескас (исп. Juan Mauricio Islas Ilescas; род. 16 августа 1973, Мехико, Мексика) — мексиканский актёр театра и кино.

## Биография
Маурисио Ислас родился в семье мелкого предпринимателя Хуана Исласа и домохозяйки Розалинды Илескас, где помимо него росли ещё два брата. Когда ему было 10 лет, мама Маурисио родила еще одного сына, однако через 12 часов ребенок умер. Спустя четыре года родители развелись. С детства Маурисио увлекался футболом, рассчитывал на карьеру в большом спорте, пока в его жизни не появилось новое хобби — театр. В 18 лет Маурисио записался в Центр артистического мастерства при компании «Телевиса» и не успел еще закончить учебу, как его пригласили сыграть злодея в картине «Американские горки» (1992). Вскоре Маурисио позвали сыграть в сериале «Волшебная молодость» (1992), затем — в проектах «Начать сначала» (1994), «Бедная богатая девочка» (1995), «Песня любви» (1996), «Шалунья» (1997), «Моя дорогая Исабель» (1997). Однако все это были второстепенные роли, хоть и запоминающиеся зрителю. В 1998 году Маурисио дебютировал как главный герой в картинах «Драгоценная» и «Три против трёх ». А в 1999 году он сыграл цыгана Ренсо вместе с Марианой Сеоане в нашумевшем сериале «Цыганская любовь». Эта роль стала для актера настоящим прорывом, после которого ему стали поступать предложения на главные роли: «Мечты юности» (1999—2000), «Рождественская сказка» (1999), «Моя судьба – это ты» (2010), «Первая любовь» (2000—2001), «Источник» (2001—2002), «Истинная любовь» (2003), «Пленница» (2004), «Полюби врага своего» (2005), «Судьба» (2013), «Секрет» (2010), «Встречный ветер» (2011), «Жена Иуды» (2012), «Судьба» (2013), «Смелые» (2013).
Маурисио активно играет в театральных постановках, увлекается подводным плаванием, верховой ездой, водными лыжами и игрой в гольф.

## Скандал
В 2005 году Маурисио Ислас оказался в центре грандиозного скандала. Его обвинили в якобы изнасиловании актрисы Дженезис Родригез, которой на тот момент было 16 лет.
В 2004 году Ислас принимает приглашение Телемундо и переезжает жить в Майами, где начинает сниматься в теленовелле «Пленница». На вечеринке, посвященной теленовелле, оба артиста выпили и заперлись в одной из комнат, где занимались сексом. Спустя несколько дней, во время одной из сцен Дженезис почувствовала себя плохо и была доставлена в одну из больниц Майами. Во время обследования Дженезис призналась отцу (известный венесуэльский певец и актер Хосе Луис Родригез «Пума») в произошедшем, и тот выдвинул обвинение против Маурисио. Ислас был задержан полицией США по обвинению в сексуальных домогательствах. Такого рода отношения с несовершеннолетними в США считаются преступлением, за которое предусмотрен срок лишения свободы минимум на пять лет. Маурисио пришлось внести залог в размере 7 500 долларов США, чтобы его отпустили на свободу до тех пор, пока его вина не будет доказана. Суд, назначенный на 10 января, был отменен после того, как адвокаты истицы и ответчика пришли к взаимному согласию на основе того, что Маурисио принёс извинения самой потерпевшей и всей семье Дженезис, и того, что актер ранее не имел судимостей. В качестве наказания Маурисио был приговорен к общественным работам и выплате штрафа в размере пяти тысяч долларов. Настоящей причиной достигнутого сторонами соглашения была выплата денежной суммы в размере 1 000 000 долларов. Руководство Телемундо уволило Маурисио из теленовеллы «Пленница», и роль Даниэля доигрывал Габриэль Поррас.

## Личная жизнь
В 1990-е годы Маурисио встречался с актрисой Адамари Лопес.
29 ноября 2001 года Маурисио женится на венесуэльской певице Патрисии Вилласана. 3 мая 2002 года у них родилась дочка Камила Ислас. После секс-скандала Патрисия подала на развод.
Живет в гражданском браке с Поломой Касада, которая родила сына Эмилиано Исласа (24 февраля 2011) и дочь Фриду (6 ноября 2016).